# Haut-commissariat du Canada en Afrique du Sud
Le haut-commissariat du Canada en Afrique du Sud est la représentation diplomatique du Canada auprès de la république d'Afrique du Sud. Il est situé à Pretoria, la capitale du pays. Le haut-commissaire est James Christoff.
Il représente également le Canada auprès du royaume du Lesotho, de la république de Madagascar, de la république de Maurice et de la république de Namibie.